# 比弗鎮區 (內布拉斯加州南斯縣)
比弗鎮區（英語：Beaver Township）是位於美國內布拉斯加州南斯縣的一個行政鎮區。

## 地方資料
比弗鎮區的面積為107.49平方千米，皆為陸地。根據2020年美國人口普查的數據，當地共有人口104人，而人口密度為每平方千米0.97人。